# For Your Love
A For Your Love a The Yardbirds 1965-ös albuma. Címét az egy évvel korábban kislemezen már megjelent slágerről kapta, amely a Yardbirds egyik legemlékezetesebb dala. Szerzője Graham Gouldman, aki később maga is előadta a számot; csakúgy, mint a Fleetwood Mac vagy a Herman's Hermits. A lemez másik nevezetes slágere egy The Vibrations-feldolgozás, a My Girl Sloopy.
A The Yardbirds számára ez a lemez hozta meg az amerikai áttörést. A Billboard listán maga az album csak a 96. helyezést érte el, de a For Your Love kislemez a 6. helyezésig jutott.

## A lemezen hallható számok
A oldal
1. For Your Love (Graham Gouldman) – 2:31
2. I'm Not Talking (Mose Allison) – 2:33
3. Putty (In Your Hands) (J. Patton, Rodgers, K. Rogers) – 2:18
4. I Ain't Got You (Clarence Carter) – 2:00
5. Got to Hurry (Giorgio Gomelsky, Oscar Rasputin) – 2:33
6. I Ain't Done Wrong (Keith Relf) – 3:39

B oldal
1. I Wish You Would (Billy Boy Arnold) – 2:19
2. A Certain Girl (Naomi Neville) – 2:18
3. Sweet Music (W. Bowie, O. L. Cobbs, Major Lance) – 2:30
4. Good Morning Little Schoolgirl (Sonny Boy Williamson) – 2:46
5. My Girl Sloopy (Wes Farrell, Bert Russell) – 5:38